# Рысня
Рысня — река в России, протекает по Тульской области. Правый приток Упы.

## География
Река Рысня берёт начало в Алексинском районе у деревни Хованское. Течёт на юго-восток. Впадает в Упу у села Новое Павшино Дубенского района, в 145 км от устья Упы. Длина реки составляет 11 км.

## Данные водного реестра
По данным государственного водного реестра России относится к Окскому бассейновому округу, водохозяйственный участок реки — Упа от истока и до устья, речной подбассейн реки — Бассейны притоков Оки до впадения Мокши. Речной бассейн реки — Ока.
Код объекта в государственном водном реестре — 09010100312110000019229.